# نوریه ییلماز
نوریه ییلماز (انگلیسی: Nevriye Yılmaz؛ زادهٔ ۱۶ ژوئن ۱۹۸۰) بازیکن بسکتبال اهل ترکیه است که در پُست سنتر/فوروارد قدرتی بازی می‌کرد. او یکی از تأثیرگذارترین بازیکنان تاریخ تیم ملی بسکتبال زنان ترکیه بود و در موفقیت‌های بین‌المللی این تیم، از جمله کسب مدال نقره در یوروبسکت ۲۰۱۱ و مدال برنز در یوروبسکت ۲۰۱۳، نقش کلیدی داشت. ییلماز همچنین در لیگ برتر بسکتبال زنان ترکیه برای تیم‌هایی مانند فنرباغچه و گالاتاسرای بازی کرد و چندین قهرمانی داخلی و اروپایی به دست آورد. او به دلیل قدرت بدنی، مهارت در بازی پُست و رهبری در زمین شناخته می‌شود و پس از بازنشستگی به مربیگری روی آورده است.
وی در مسابقات کشوری و بین‌المللی در مجموع برندهٔ ۱ مدال نقره، ۱ مدال برنز شده است.